# Tom Donovan
Tom Donovan er en irsk musiker, sanger og sangskriver, som flyttede til Danmark i 1994 og siden har været bosiddende på Fyn.

## Baggrund
Han startede karrieren i hjemlandet og har været aktiv i mere end tre årtier. I begyndelsen optrådte Donovan rundt omkring på mindre spillesteder i fødebyen Dublin inden han blev frontfigur i gruppen Dublin Town Buskers. Gruppen havde kort levetid, men nåede at udgive albummet "Fire And Passion" med en række coverversioner af flere forskellige populære rocknumre. Efter gruppens opløsning flyttede Tom til Danmark for at begynde sin solokarriere. Første kommercielle gennembrud fulgte med udgivelsen af albummet "101 Songs & Ballads From Ireland" - en samling af nogle af Irlands mest kendte og populære sange. Albummet solgte mange eksemplarer i hjemlandet og indbragte Tom Donovan sit første platinalbum. Det efterfølgende soloalbum med titlen "40 Irish Pub Songs" solgte ganske vist færre eksemplarer, men blev retningsvisende for den musikalske stil i mange af hans senere live optrædener. Trods et bredt repertoire har folkemusikken og historiefortællingen været hans hovedfocus.

## Sangstil
Tom Donovan er en klassisk trubadur med en meget kraftig stemme.[kilde mangler] Hans voksende popularitet er størst i Danmark og Norge, hvor han samlet optræder ca. 150 gange om året. Det foregår i store kulturhuse, til byfester, på mindre spillesteder og på en lang række af store og små festivaler, hvor han i årevis har været et fast navn på plakaten.

## Diskografi
Albums:
- "Fire And Passion" (med Dublin Town Buskers)
- "101 Songs & Ballads From Ireland" (Emerald Isle, 1993)
- "Stories Seldom Told" (Marsk Music, 1996)
- "Blue Planet" (Marsk Music, 1997)
- "A Stor Liom Grá Mo Chroí - Darling, Love of My Heart" (Single, Owl Records, 1999)
- "40 Irish Pub Songs" (Owl Records, 2000)
- "Barbarian" (Owl Records, 2001)
- "Alive O" (Marsk Music, 2003)
- "Enchanted Tales" (Marsk Music, 2005)
- "The Solstice Fire" (Marsk Music, 2008)
- "Sonnets And Madrigals" (Marsk Music, 2010)
- "Skagen Rose" (Marsk Music, 2011)